# Portuguès
El portuguès o portugués, amb vora 240 milions de locutors de llengua materna, és la novena llengua més parlada del món i la cinquena més parlada d'origen europeu.
És llengua oficial del Brasil, Portugal, Angola, Cap Verd, Guinea Bissau, Moçambic, São Tomé i Príncipe, Timor Est, Macau i des del 13 de juliol de 2007 de Guinea Equatorial, encara que també es parla a l'antiga Índia portuguesa (Goa, Daman, Diu i Dadra i Nagar Haveli). A Espanya es parla el gallec, caracteritzat per molts investigadors com un dialecte del portuguès (vegeu més avall); a banda d'això, la llengua portuguesa també es parla a la ciutat d'Olivença i en altres llocs de la Raia fronterera amb Portugal (Hermisende, els pobles de la vall de Xàlima, Cedillo, Herrera de Alcántara, Táliga…). Té un estatut oficial en la Unió Europea, el Mercosur i la Unió Africana. A més dels països on és llengua oficial, és d'ensenyament obligatori en els sistemes escolars d'Uruguai i l'Argentina; també en altres països africans de manera no obligatòria. Segons dades de l'Instituto Camões, 160.000 persones estudien portuguès com a llengua estrangera.
La situació del gallec és controvertida. Des d'un punt de vista polític i, per tant, oficial, el gallec és una llengua autònoma perquè així ho determinen amb legitimitat democràtica els organismes de l'estat espanyol i de la comunitat autònoma de Galícia. En canvi, des d'un punt de vista científic, la idea de la lusofonia, en què el gallec i el portuguès són variants regionals d'una mateixa llengua, reuneix hui un ampli consens, i per exemple el gallec s'estudia amb la resta de les varietats del portugués en les universitats i centres d'investigació lingüística dels països lusòfons.
La llengua portuguesa és una llengua romànica, igual que el català, castellà, italià, occità, francès, sard, romanès i d'altres. Dins del grup de les llengües romàniques, es classifica en el tronc occidental i, dins seu, en el subgrup de les llengües iberoromàniques. Com altres idiomes, el portugués va sofrir una evolució històrica, i fou influenciat per diversos idiomes i dialectes, fins a aplegar al seu estat actual.
S'ha de tenir en compte que el portugués actual comprèn diversos dialectes i subdialectes, parlars i subparlars, moltes voltes bastant diferents, a més de dos padrons de llengua estàndard reconeguts internacionalment (el brasiler i l'europeu). Les varietats europea i brasilera del portuguès presenten diferències. Disposen de molt de vocabulari quotidià diferent, la pronúncia és més arcaïtzant en el brasiler, que no disposa d'algunes vocals curtes i sons guturals, i hi ha algunes diferències menors d'ortografia.
Als segles xv i xvi, a mesura que el Regne de Portugal creava el primer imperi colonial i comercial europeu, la llengua portuguesa es va expandir pel món, arribant des de les costes africanes fins a les illes indonèsies, Xina, el Japó i les costes americanes. Com a resultat d'eixa expansió, el portugués és ara llengua parlada i oficial de vuit estats independents a banda de Portugal, i és parlat o estudiat com a segona llengua en d'altres. Hi ha prop de vint llengües criolles de base portuguesa. És una important llengua minoritària en els estats que han rebut immigrants lusòfons, com: Andorra, Luxemburg, Uruguai, Paraguai, Namíbia, Suïssa i Sud-àfrica. També es troben nombroses comunitats d'emigrants, en diverses ciutats del món on conserven el portugués: París a França; Toronto, Hamilton, Montreal i Gatineau al Canadà; Boston, Nova Jersey i Miami als Estats Units i Nagoya i Hamamatsu al Japó.
William Agel do Melo va publicar el 1975 el primer diccionari bilingüe portuguès/català català/portuguès.

## Història

Mapa cronològic que mostra l'evolució territorial de les llengües del sud-oest d'Europa, entre les quals apareix el portuguès

La llengua portuguesa va néixer a les terres al nord del riu Duero, en el que avui és Galícia i la regió nord de Portugal, amb centre a la ciutat de Braga, al nord-oest de la península Ibèrica, i s'expandí, per la franja occidental d'aquesta per la zona occidental de les antigues províncies romanes de la Lusitània i la Bètica. El romanç galaic neix del llatí parlat, dut pels soldats i colons romans des del segle iii aC. El contacte amb el llatí vulgar feu que després d'un període de bilingüisme, les llengües autòctones desaparegueren i això donà lloc a l'aparició d'una varietat de llatí vulgar amb molts trets de les antigues llengües galaiques. Se suposa que el llenguatge va començar el seu procés de diferenciació d'altres llengües ibèriques pel contacte de diferents llengües natives amb locals parlants de llatí vulgar, que va donar lloc a la possible elaboració de diverses característiques individuals, fins i tot en l'època romana.
La llengua inicià la segona fase del seu procés de diferenciació dels altres romanços peninsulars després de la caiguda de l'Imperi Romà, durant l'època de les invasions bàrbares del segle v, quan sorgiren les primeres alteracions fonètiques documentades que es reflectiren en el lèxic. Començà a ser utilitzada en els documents escrits al segle ix, i al segle xv se la podia considerar ja com una llengua plenament establerta, amb una literatura bastant rica.
Arribant a la península Ibèrica el 218 aC, els romans portaren amb ells el llatí vulgar, del qual descendixen totes les llengües romàniques. A finals del segle i aC, els pobles que vivien al sud de la Lusitània preromana, els conis i els celtes, comencen un procés de romanització. Les llengües preibèriques són substituïdes pel llatí. Estrabó, un geògraf de l'antiga Grècia, comenta en un dels seus llibres de la seua obra Geographia que els turdetans adoptaren els costums romans, i que ja no utilitzaven la seua pròpia llengua, i és aquest el poble més romanitzat de l'època en la península. La llengua es difongué amb l'arribada dels soldats, colons i mercaders, vinguts de diverses províncies i colònies romanes.
Quan l'imperi entrà en col·lapse a partir de principis del segle v, la península Ibèrica fou envaïda pels bàrbars (sueus, vàndals, alans, visigots, etc.). Coneguts pels romans com a bàrbars, van rebre la terra com a foederati. Els bàrbars (principalment la sueus i visigots) absorbiren a gran escala la cultura i l'idioma de la península, fins que van tancar les escoles i l'administració romana. A l'edat mitjana les comunitats es van aïllar, el llatí popular va començar a evolucionar en diferents formes, trencant-se així la uniformitat de la península, donant lloc a la formació de diferents romanços. Des de 711, amb la invasió islàmica de la península, l'àrab es va convertir en la llengua de l'administració de les zones conquerides. Tanmateix, la població va continuar utilitzant les seues parles romàniques, el mossàrab a les zones sota domini musulmà, de manera que quan els musulmans van ser expulsats, la influència exercida en esta llengua va ser relativament petita. El seu principal efecte és el lèxic, amb la introducció d'alguns milers de paraules mitjançant la llengua mossàrab lusitana.
Els registres més antics que van sobreviure de la llengua portuguesa són documents administratius del segle ix, encara amb moltes frases intercalades en llatí. Avui en dia, esta fase és coneguda com la protoportuguesa (parlada en el període comprès entre els segles IX i XII). Portugal va esdevenir independent el 1143 amb el rei Afonso Henriques. L'idioma parlat en el moment, el portuguès antic (avantpassat comú al gallec i portugués moderns, del segle xii al segle xiv), va començar a ser utilitzat més en general, després d'haver guanyat popularitat a la península Ibèrica cristianitzada, com una llengua de poesia. El 1290, el rei Dinís va crear la primera universitat a Lisboa (l'Estudi General) i va decretar que el portuguès, fins ara només conegut com a llengua vulgar, passara a ser conegut com a llengua portuguesa i a ser utilitzat oficialment.

Banderes dels principals països de llengua portuguesa

En el segon període del portuguès arcaic, entre el XIV i XVI amb els descobriments portuguesos, el portuguès es va estendre a moltes parts d'Àsia, Àfrica i Amèrica. Hui en dia, la majoria dels parlants del portuguès es troben al Brasil, a Sud-amèrica. Al segle xvi, es convertix en la llengua franca d'Àsia i Àfrica, utilitzada no sols per l'administració colonial i els comerciants, sinó també per a la comunicació entre els responsables locals i els europeus de totes les nacionalitats. La irradiació de la llengua va ser ajudada pels matrimonis mixtos entre els portuguesos i la població local i la seua associació amb els esforços dels missioners catòlics feu que la llengua portuguesa s'anomenara cristiana en molts llocs d'Àsia. El diccionari japonès-portuguès de 1603 va ser un producte de l'activitat missionera jesuïta al Japó. La llengua va continuar gaudint de popularitat al sud-oest asiàtic fins al segle xix.
Algunes comunitats cristianes portugueses conservaren la llengua a l'Índia, Sri Lanka, Malàisia i Indonèsia, fins i tot després d'haver-se desvinculat de la metròpoli portuguesa. La llengua portuguesa parlada per estes comunitats va començar a canviar i, en moltes, van nàixer criolls de base portuguesa, alguns dels quals encara persistixen, després de segles d'aïllament. També es poden trobar un bon nombre de paraules d'origen portuguès en el tetum. I paraules d'origen portuguès van entrar en el lèxic d'altres llengües com el japonès, el suahili, l'indonesi i malai.
La fi del portugués arcaic està marcat per la publicació del Cancioneiro Geral de Garcia de Resende el 1516. El període de portuguès modern (del segle xvi fins al present) va tindre un augment en el nombre de paraules del llatí clàssic i del grec, introduïdes al portugués durant el Renaixement, que augmentaren la riquesa lèxica de la llengua.
El març de 1994, es va fundar el Bosque de Portugal, al sud de la ciutat brasilera de Curitiba, el parc acull el Memorial da Língua Portuguesa, que fa honor als immigrants portuguesos i als països que adoptaren l'idioma portuguès; inicialment, van ser set països que van estar representats en pilars, però amb la independència de Timor oriental, est també va ser honrat amb un pilar construït el 2007. El març de 2006, es va fundar a Sao Paulo el Museu de la Llengua Portuguesa; aquesta ciutat és la que té un més gran nombre d'habitants de parla portuguesa. El museu va patir un important incendi el 21 de desembre de 2015.

Distribució del portuguès.
Blau fosc: llengua materna.
Blau: llengua oficial i administrativa.
Blau clar: llengua cultural o secundària.

## Dialectes de la llengua portuguesa

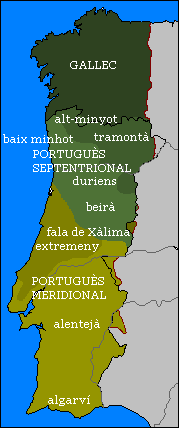
Blocs dialectals del portugués peninsular

La llengua portuguesa és una llengua rica en dialectes, cadascun amb la seua particularitat, molts d'aquests amb una marcada diferència en comparació amb el lèxic estàndard del Brasil o Portugal. La major part de les diferències entre aquests resideix en la pronunciació d'algunes vocals i molts tenen una marcada diferència lexical en relació amb el portugués estàndard, però estes diferències no perjudiquen massa la intel·ligibilitat entre els parlars dels diversos dialectes. Els primers estudis sobre els dialectes del portugués europeu començaren a ser registrats per Leite de Vasconcelos a principis del segle xx.
El portugués europeu estàndard (basat en l'extremeny) es modificà més que les altres varietats. Tots els aspectes i sons de tots els dialectes peninsulars es poden trobar en algun dialecte brasiler, el portugués africà, en especial el portugués santomès, té moltes semblances amb el portugués del Brasil. Al mateix temps, els dialectes del sud de Portugal presenten moltes semblances amb el parlar brasiler, especialment, l'ús intensiu del gerundi (falando, escrevendo, etc.). A la península Ibèrica, els dialectes més septentrionals (alt minyot i tramontà) presenten moltes més semblances amb el gallec.
Entre el portuguès brasiler i el portugués europeu hi ha diferències de vocabulari, pronunciació i sintaxi, especialment en les varietats populars. El dialecte de Piauí, al nord-est del Brasil, és el dialecte més proper al portugués europeu de tots els del Brasil. D'altres molt semblants són els de Belém i Rio de Janeiro. Hi ha certa semblança quant a la pronúncia, la sintaxi i la simplificació gramatical entre parlants vernacles del portugués brasiler i vernacles del portugués angoleny. Però no hi ha cap diferència entre l'estàndard europeu i el portuguès d'Angola. El portugués de Coïmbra és considerat el dialecte més estandarditzat.
Algunes de les diferències entre els dialectes no ho són com a tals. A Brasil, el mot més usual per a catifa és tapete, mentre que a Portugal es diu alcatifa. Tanmateix, en molts dels dialectes de Portugal es diu tapete i en altres tants del Brasil s'utilitza el terme alcatifa. Açò es pot aplicar a moltes de les diferències aparents, excepte a les noves paraules, tals com ônibus al Brasil, que es diu autocarro a Portugal. Una conversa entre un angoleny, un brasiler i un portugués d'àrees rurals pot fluir sense dificultat. El dialecte portugués més exòtic és el vernacle de São Tomé i Príncipe, a causa de la convivència amb el portugués crioll, però així i tot no hi ha problemes de comprensió amb parlants d'altres països.
Principals dialectes galaicoportuguesos:

### Europa
- Açorià (escolteu-ne mostra Arxivat 2006-08-29 a Wayback Machine.) - Açores
- Alentejà (escolteu Arxivat 2006-06-26 a Wayback Machine.) - Alentejo
- Algarví (escolteu Arxivat 2006-06-26 a Wayback Machine.) - Algarve
- Alt Minyot (escolteu Arxivat 2006-08-29 a Wayback Machine.) - Nord de Braga
- Baix beirà i Alt alentejà (escolteu Arxivat 2006-06-26 a Wayback Machine.) - Baixa Beira i Alt Alentejo
- Beirà (escolteu Arxivat 2006-06-26 a Wayback Machine.) - Regió de la Beira Alta
- Extremeny (escolteu Arxivat 2006-07-15 a Wayback Machine.) - Regió d'Estremadura
- Fala de Xàlima - Als municipis de la vall de Xàlima
- Gallec (escolteu-ne mostres) - (amb les seues divisions dialectals)
- Madeirès (escolteu Arxivat 2006-06-26 a Wayback Machine.) - Madeira
- Nordeny (escolteu Arxivat 2006-06-26 a Wayback Machine.) - Regions de Braga de Porto
- Tramontà (escolteu Arxivat 2006-08-29 a Wayback Machine.) - Regió de Trás-os-Montes

### Amèrica
Hi ha poca precisió en la divisió dialectal brasilera. Alguns dialectes s'han estudiat, classificat i han estat reconeguts per lingüistes, com Amadeu Amaral per al cas del caipira. No obstant això, hi ha pocs estudis sobre la major part dels altres dialectes i, en l'actualitat, s'accepta la classificació proposada pel filòleg Antenor Nascentes, un dels més importants filòlegs brasilers i un dels fundadors de l'Academia Brasileira de Filologia, i d'altres.
- 1. Caipira - interior de l'estat de São Paulo, nord del Paranà, sud de Minas Gerais, sud de Goiàs i est del Mato Grosso meridional
- 2. Maranhense, Piauiense (Meio Nortista) - Maranhão i Piauí
- 3. Baiano - região da Bahia
- 4. Fluminense (escolteu Arxivat 2007-10-30 a Wayback Machine.) - Estat de Rio de Janeiro (capital i regions litoral i de l'interior)
- 5. Gaúcho - Rio Grande do Sul, amb alguna influència del castellà, amb paraules com "bueno", "griz", "cucharra", "tche" i "entonces".
- 6. Mineiro - Minas Gerais
- 7. Dialectes nordestins - conjunt de dialectes parlats a la regió Nord-est, amb l'excepció de Bahia.
- 8. Nortista - estats de la riba de l'Amazones (escolteu Arxivat 2007-10-15 a Wayback Machine.) - (l'interior i Manaus tenen parlars propis)
- 9. Paulistano - ciutat de São Paulo i rodalia
- 10. Sertanejo - estats de Goiàs i Mato Grosso. S'assembla als dialectes mineiro i caipira.
- 11. Sulista - estats de Paranà i Santa Catarina. Est dialecte sofreix prou variacions de pronunciació segons l'àrea geogràfica, i és influenciat per la pronúncia de São Paulo al nord del Paraná i de Rio Grande do Sul, a l'oest del Paranà i en algunes regions de Santa Catarina. Hi ha una petita influència alemanya en les àrees de colonització alemanya.
- 12. Dialectes portuguesos de l'Uruguai (Portuñol riverense, Fronterer i Baià) - Uruguai

### Àfrica
- 1. Guineà (escolteu Arxivat 2007-09-30 a Wayback Machine.) - parlat a Guinea Bissau
- 2. Cabo-verdià (escolteu Arxivat 2007-10-20 a Wayback Machine.) - varietat portuguesa (a banda dels criolls) de les illes de Cap Verd
- 3. Benguelès - dialecte angolès parlat a la província angolana de Benguela
- 4. Luandès (escolteu Arxivat 2007-09-30 a Wayback Machine.) - dialecte angolès parlat a la província angolana de Luanda
- 5. Sulista - dialecte angolès parlat al sud d'Angola
- 6. Huamb - dialecte angolès parlat al centre d'Angola
- 7. São-tomès (escolteu Arxivat 2007-09-27 a Wayback Machine.) - parlat a les illes de São Tomé i Príncipe
- 8. Moçambicà (escolteu Arxivat 2007-09-30 a Wayback Machine.) - parlat per les persones que parlen portuguès a Moçambic

## Reforma ortogràfica
Tot i que n'hi havia hagut d'anteriors, el darrer acord per a la creació d'una ortografia única consensuada per a tots els estats on el portuguès és la llengua oficial és de 1990. El signaren Portugal (1991), el Brasil (1995), Cabo Verde (1998) i São Tomé i Príncipe (2006). Tanmateix, la implementació de l'acord ha estat més lenta: a Portugal s'aprovà el maig de 2008 i es deixà un termini de sis anys per implementar-lo. S'utilitza en el sistema educatiu i en els documents oficials des de 2012. Al Brasil, se'n signà la legislació corresponent el 2009, però s'ha ampliat fins a 2015 el termini dins del qual les dues ortografies poden conviure.

## Fonologia
La llengua portuguesa conté alguns sons únics per als parlants de molts altres idiomes.

### Consonants
|           | Bilabial | Bilabial | Denti- alveolar | Denti- alveolar | Alveolar | Alveolar | Palatal | Palatal | Velar | Velar | Velar | Velar | Gutural | Gutural |
| labial    | labial   | Bilabial | Denti- alveolar | Denti- alveolar | Alveolar | Alveolar | Palatal | Palatal | plana | plana |       |       | Gutural | Gutural |
| --------- | -------- | -------- | --------------- | --------------- | -------- | -------- | ------- | ------- | ----- | ----- | ----- | ----- | ------- | ------- |
| Nasal     | m        | m        | n               | n               |          |          | ɲ¹      | ɲ¹      |       |       |       |       |         |         |
| Plosiva   | p        | b        | t²              | d²              |          |          |         |         | kʷ    | gʷ    | k     | g     |         |         |
| Fricativa | f        | v        |                 |                 | s3       | z3       | ʃ3      | ʒ3      |       |       | ʁ4, ⁵ | ʁ4, ⁵ | ʁ4, ⁵   | ʁ4, ⁵   |
| Líquid    |          |          | l⁶              | l⁶              | ɾ        | ɾ        | ʎ       | ʎ       |       |       | ʁ4, ⁵ | ʁ4, ⁵ | ʁ4, ⁵   | ʁ4, ⁵   |

### Pronúncia

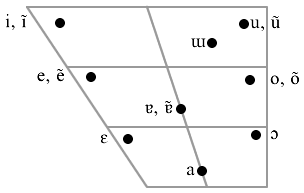
Quadre de les vocals portugueses

El portuguès té una de les més riques fonologies de les llengües romàniques, amb vocals orals i nasals, diftongs nasals i diftongs nasals dobles. Hi ha vocals semitancades / e /, / o / i vocals semiobertes / ɛ /, / ɔ /.
Exemples de frases:
| Original                                | AFI (pronúncia de Lisboa)               | AFI (pronúncia de la ciutat de Rio de Janeiro) |
| --------------------------------------- | --------------------------------------- | ---------------------------------------------- |
| Sustentava contra ele Vénus bela,       | suʃtẽˈtavɐ ˈkõtɾɐ ˈelɨ ˈvɛnuʒ ˈbɛlɐ     | suʃtẽtavɐ ˈkõtɾɐ ˈeli ˈvenuʒ ˈbɛlɐ             |
| Afeiçoada à gente Lusitana,             | ɐfɐi̯su̯ˈaða ˈʒẽtɨ luziˈtɐnɐ              | afejsu'adɐ a ˈʒẽtʃi luziˈtɜ̃nɐ                  |
| Por quantas qualidades via nela         | puɾ ˈku̯ɐ̃tɐʃ ku̯ɐliˈðaðɨʒ ˈviɐ ˈnɛlɐ      | puʁ ˈkwɜ̃tɐjʃ kwaliˈdadʒiʒ ˈviɐ ˈnɛlɐ           |
| Da antiga tão amada sua Romana;         | dˈãtigɐ tɐ̃ũ ̯ ɐˈmaðɐ ˈsuɐ ʁuˈmɐnɐ        | da ˈɜ̃tʃigɐ tɜ̃w̃ aˈmadɐ ˈsuɐ ʁoˈmɜ̃nɐ             |
| Nos fortes corações, na grande estrela, | nuʃ ˈfɔɾtɨʃ kuɾɐˈsõĩ ̯ʃ nɐ ˈgɾɐ̃dɨʃˈtɾelɐ | nuʃ ˈfɔxtʃiʃ koɾaˈsõj̃ʃ na 'gɾɜ̃dʒiʃˈtɾelɐ       |
| Que mostraram na terra Tingitana,       | kɨ muʃˈtɾaɾɐ̃ũ ̯ nɐ ˈtɛʁɐ tĩʒiˈtɐnɐ       | ki moʃˈtɾaɾɜ̃w̃ na ˈtɛxɐ tʃĩʒiˈtɜ̃nɐ              |
| E na língua, na qual quando imagina,    | i nɐ ˈlĩgu̯ɐ nɐ ku̯aɫ ˈku̯ɐ̃du̯imɐˈʒinɐ      | i na ˈlĩgwɐ na kwaw ˈkwɜ̃dwimaˈʒĩnɐ             |
| Com pouca corrupção crê que é a latina. | kõ ˈpokɐ koʁupˈsɐ̃ũ ̯ kɾe ki̯ɛ ɐ lɐˈtinɐ   | kõ ˈpo:kɐ koʁupˈsɜ̃w̃ kɾe kjɛ a laˈtʃinɐ         |

## Vocabulari
La major part del vocabulari del portuguès (80%) prové del llatí, com passa en les altres llengües romàniques. Hi ha préstecs de l'àrab, de llengües germàniques i substrat cèltic fruit del contacte medieval i preromà amb aquests pobles, però la més gran part de manlleus provenen de l'època moderna: de l'espanyol, idioma veí; de les llengües ameríndies a causa de la colonització del Brasil i, finalment, del francès i de l'anglès pel seu estatus de lingua franca durant segles. Mots d'altres orígens són merament testimonials.
En contrapartida, el portuguès ha prestat paraules a diversos idiomes, entre els quals destaquen llengües del Pacífic com a resultat del passat colonial, sense comptar les llengües criolles derivades del portuguès, amb una gran presència de lèxic d'aquesta llengua, situació que es produeix especialment a l'Àfrica.

### Expressions fonamentals
- Bom dia - bon dia;
- Boa tarde - bon dia; bona tarda
- Boa noite - bona nit;
- Obrigado/a - mercès; gràcies
- Tchau, Adeus - adéu;
- Se faz favor, por favor - si us plau;
- Bem-vindo - benvingut;
- Não o/te entendo - No l/t'entenc;
- Domingo - diumenge.
- Segunda-feira - dilluns;
- Terça-feira - dimarts;
- Quarta-feira - dimecres;
- Quinta-feira - dijous;
- Sexta-feira - divendres;
- Sábado - dissabte;

Algunes paraules portugueses són quasi idèntiques a paraules catalanes (pronúncia i grafia):
- rei, terra, faixa, caixa, baixa, taxa, ferro, calafetar (cat. calafatar), deixar
- homens, jovens - hòmens/homes, jóvens/joves
- orelha, ovelha, velha, vermelha, mulher, orgulho, molhe marítimo - orella, ovella, vella, vermella, muller, orgull, moll marítim
- peixe, porco, gelo, Março, braço, convite - peix, porc, gel, març, braç, convit
- cavalo - cavall
- baixela - vaixella
- ananás - ananàs
- joelho, avental - genoll, davantal
- osso - os
- alcatifa - catifa
- castelo - castell
- sorte, forte, morte - sort, fort, mort
- barrete, chapéu - barret, capell
- vinte, sete, nove, duas - vint, set, nou, dues